# Рјо Татеиши
Рјо Татеиши (јап. Tateishi Ryō; рођен 12. јуна 1989. у Јокохами, префектура Канагава) је јапански пливач чија специјалност је пливање прсним стилом.
Представљао је Јапан на Летњим олимпијским играма 2012. у Лондону (Уједињено Краљевство). У дисциплини 100 метара прсно заузео је 7. место у првом полуфиналу и није успео да се пласира у финале. На дупло дужој деоници, на 200 метара прсно освојио је бронзану медаљу.